# Ann Bancroft
Pour les articles homonymes, voir Bancroft.
Ne pas confondre avec l'actrice et réalisatrice Anne Bancroft.
Ann Bancroft (née le 29 septembre 1955 à Mendota Heights, Minnesota, États-Unis) est une enseignante et une exploratrice polaire américaine. Elle est la première femme à réussir plusieurs expéditions difficiles en Arctique et en Antarctique, et la première à avoir conquis les deux pôles.

## Enfance et jeunesse
Ann Bancroft grandit dans le Minnesota rural, où elle peut donner libre cours à sa passion des grands espaces. Elle est rapidement diagnostiquée dyslexique, ainsi que des troubles de l'hyperactivité (TDAH). Elle décrit sa famille comme une de celles qui savent prendre des risques. Malgré des difficultés d'apprentissage, elle parvient à être diplômée de St. Paul Academy and Summit School, un établissement secondaire privé du Minnesota. Elle obtient une licence d’éducation physique à l’université de l’Oregon. Elle devient professeur d’éducation physique à Minneapolis et à Saint Paul, dans le Minnesota et entraîneur sportif dans diverses écoles secondaires.

## Les explorations
En 1986, elle laisse son poste d'enseignante pour participer à l’expédition internationale de Will Steger au pôle Nord, qui est la première expédition (confirmée) à atteindre le Pôle Nord sans aucun ravitaillement. Seule femme de l’équipe, elle atteint le pôle le 8 mars 1986 avec cinq autres membres du groupe, après une traversée de 56 jours, en utilisant des traîneaux à chiens. Cela en fait la première femme à atteindre le pôle Nord, à pied et en traîneau.
En 1992, Ann Bancroft mène la première traversée du Groenland d'est en ouest jamais réalisée par des femmes américaines. En 1993, elle dirige une expédition de quatre femmes vers le pôle Sud à ski. Ce faisant, elle devient la première femme à avoir voyagé vers les deux pôles. En 2001, Ann Bancroft et l'exploratrice polaire norvégienne Liv Arnesen deviennent les premières femmes à traverser la masse continentale antarctique à ski, après un périple de 94 jours couvrant plus de 2 700 km.
En 2015, elle organise une expédition avec Liv Arnesen et six autres femmes en Inde : le groupe descend le Gange depuis les glaciers jusqu’à son embouchure, à pied puis au moyen d’embarcations ; les objectifs de l’expédition sont de rencontrer les habitants des villages au bord du fleuve, et de sensibiliser le plus largement possible aux enjeux autour de la pollution de ses eaux.

## Autres éléments de sa vie
Ses réussites lui valent d’être intronisée dans le National Women's Hall of Fame aux États-Unis.
Elle codétient avec Liv Arnesen une compagnie d’exploration, la Bancroft Arnesen Explore.
Ann Bancroft vit toujours dans le Minnesota. Lesbienne revendiquée, elle a publiquement milité en 2006 contre un projet d’amendement à la constitution du Minnesota voulant interdire toute reconnaissance légale de mariages ou d’unions civiles entre personnes du même sexe.

## Hommages et distinctions
- Elle est inscrite au National Women's Hall of Fame.

## Publications
- 2003 : No Horizon Is Too Far, co-écrit avec Liv Arnesen, sur leur expédition en Antarctique